# Гумашян, Павел Александрович
Павел Александрович Гумашян (груз. პავლე გუმაშიანი; 15 марта 1910, Эрзурум — 26 декабря 1995, Тбилиси) — советский тяжелоатлет и тренер. Отличник физической культуры (1948). Заслуженный мастер спорта СССР (1952). Заслуженный тренер СССР. Один из основателей грузинской школы тяжёлой атлетики.

## Биография
Родился 15 марта 1910 года в Эрзуруме. Во время геноцида армян в Османской империи вместе с семьёй был вынужден переселиться в Тифлис. Начал заниматься тяжёлой атлетикой в возрасте 18 лет. В 1930-х годах многократно становился чемпионом и рекордсменом Грузинской ССР в полулёгком весе.
В 1941—1943 годах участвовал в Великой Отечественной войне. В 1943 году в боях под Харьковом получил ранение, после которого был демобилизован и вернулся в Тбилиси.
Последствия этого ранения не позволяли полноценно продолжать спортивную карьеру, и в 1944 году он перешёл на тренерскую работу в спортивном обществе «Динамо». Во второй половине 1940-х и в 1950-х годах возглавлял тренерский штаб сборной Грузинской ССР по тяжёлой атлетике.
Наиболее известным учеником Павла Гумашяна был двукратный чемпион мира и чемпион Олимпийских игр Рафаэль Чимишкян, которого он тренировал на протяжении всей его спортивной карьеры. В разные годы работал с ещё несколькими атлетами сборной СССР, в том числе с призёрами чемпионатов мира Владимиром Светилко, Моисеем Касьяником и Акопом Фараджяном, а также двукратным чемпионом СССР Мамией Жгенти.
Умер 26 декабря 1995 года в Тбилиси. Похоронен на Верийском кладбище.
В 2001 году Федерация тяжёлой атлетики Грузии признала Павла Гумашяна лучшим грузинским тренером по этому виду спорта XX века.